# Glorija
Galina Peneva Ivanova (en búlgaro: Галина Пенева Иванова), más conocida simplemente como Gloria, es una cantante búlgara de chalga, quizás la más conocida de su generación, pues su popularidad no es comparable a la de ningún otro artista búlgaro. Es conocida como La madre del Turbo-folk en Bulgaria, y muchos la llaman la Svetlana Raznatovic búlgara.

## Biografía
Glorija nace el 28 de junio de 1973 en la ciudad de Ruse. Durante su infancia fue una niña muy viva y prefería jugar más con los chicos que con las chicas de su edad. Durante la secundaria, tuvo un accidente en el cual estuvo a punto de perder las piernas. Los médicos de la ciudad la operaron de emergencia, pero fracasaron, por lo que Glorija tuvo que permanecer en silla de ruedas hasta los dieciocho años de edad, pero gracias a la lucha de su madre para que su hija pudiera andar conoció al poresor Šojlev, el cual la operó con éxito haciendo que la joven, pudiera de nuevo ponerse de pies. Tras ese incidente, sus padres se divorciaron y ella y su hermano Nikolaj, tuvieron que estar a cargo de sus abuelos, durante ese tiempo, completaron la educación secundaria y Glorija se licenció en Medicina.
A partir de 1990, Glorija comienza su carrera profesional como cantante y decide enfocarse al Turbo-folk. En 1994, publicó su primer álbum, Štastijeto e magija, pero pasó casi desapercibido, pues este estilo por aquel entonces no estaba bien visto en Bulgaria a mediados de los años noventa, al contrario de lo que ocurría en Serbia. El año siguiente, con la publicación de su segundo álbum; Za dobro ili zlo, llegó el éxito, vendiendo más de 600.000 copias, lo cual convierte a este álbum, en el más vendido en la historia de Bulgaria, esto, provocó en los años posteriores una avalancha de cantantes y un boom de la publicación de discos de Turbo-folk.
Los discos posteriores aunque con un éxito algo menor, siguieron vendiendo ingentes cantidades de copias, por lo que para muchos, se trata de la cantante más popular de su generación.
Uno de sus últimos álbumes hasta la fecha de Glorija, Blagodarja, que fue publicado en el 2007 y vendió más de 16000 copias el mismo día de su publicación.
Después de un tiempo sin publicar nada, a pesar de haber sacado numerosos singles, Glorija en el 2011, publicó un nuevo disco titulado "Imam nužda ot teb".
Desde el inicio de su carrera hasta la actualidad, la vocalista ha publicado once discos y tres recopilatorios.

## Discografía

### Álbumes de estudio
- 1994 - Štastieto e magija (La felicidad es magia)
- 1995 - Za dobro ili zlo (Para bien o para mal)
- 1996 - Angel s djavolska duša (Ángel con alma diavólica)
- 1997 - Nostalgija (Nostalgia)
- 1998 - 100% Žena (100% mujer)
- 2000 - 12 Dijamanta (12 Diamantes)
- 2001 - Iljuzija (Ilusión)
- 2003 - Krepost (Desesperanza)
- 2005 - Vljubena v života (Enamorada de la vida)
- 2007 - Blagodarja (Gracias)
- 2011 - Imam nužda ot teb (Tengo ganas de ti)
- 2013 - Pâteki (Senderos)
- 2015 - Pjasâčni kuli (Castillos de arena)
- 2019 - Ljubovta nastojava (El amor insiste)

### Recopilatorios
- 1999 - Gloria - THE BEST
- 2004 - Gloria - 10 Godini
- 2009 - Gloria - 15 Godini

### Videografía
- 1995 - Štastieto e magija (VHS)
- 1996 - Za dobro ili zlo (VHS)
- 1997 - Nostalgija (VHS)
- 1998 - 100% Žena (VHS)
- 2000 - 12 Dijamanta (VHS)
- 2003 - Best Video Selection (DVD - VHS)
- 2003 - Krepost - LIVE (DVD, VHS)
- 2006 - Best Video Selection 2 (DVD)
- 2010 - 15 Godini - LIVE (DVD)